# Историја дипломатског и конзуларног права
У својој дугој историји дипломатија је пролазила кроз различите промене. Докази о савезима, мировним и другим споразумима забележени су на најстаријим историјским споменицима и писаним траговима.
Античка Грчка је, због своје подељености на бројне градове-државе, била погодна за развој дипломатских односа. Грчки су градови-државе међусобно слали изасланике у дипломатске мисије који су били прихваћени и третирани с дужном и протоколарном пажњом. Римљани су такође поштовали стране изасланике, и давали им одређену заштиту и повластице, али су такав третман тражили и за своје изасланике код страних владара. Међутим, до развоја дипломатије долази тек у каснијем раздобљу Римског царства, нарочито након његове поделе 395. године на Источно и Западно, односно у доба Византијског царства. Арапски владари такође шаљу своје изасланике. За раздобље старог и средње века карактеристична је привремена или ад хок дипломатија.
Први прави почеци дипломатије јављају се тек у доба ренесансе, развојем установе сталне дипломатије, када Венеција, Милано, Тоскана, Фиренца и други италијански градови уводе именовање дипломатских представника. Током 15. века ствара се дипломатија као стална државна функција, а не као дотадашње повремено слање и примање изасланика. Стални дипломатски представници имају јасна одређена права и дужности, уз утврђење правила њиховог деловања.
Француски кардинал Ришеље основао је 1626. године прво министарство спољних послова као средишње тело за вођење послова у међународним односима. Након Француске и друге европске државе оснивају своја министарства спољних послова.
Дуга турска окупација спречиће развој дипломатије српских држава, тако да се корени модерне српске дипломатије могу наћи тек почетком XIX века, када Србија добија известан степен самосталности. Србија добија право посланства, које је организационо уређено прописима 1839. и 1850. године кроз одредбе “књажеској канцеларији” као првом министарству иностраних послова са укупно 12 чланова сарадника. Изричито је признато право Србије да у Цариграду именује свог сталног представника који је представљао Србију према Порти, штитио интересе српских поданика у турској царевини и судио у споровима између српских трговаца у Цариграду.
За конкретније одређење положаја и правила у вези с дипломатским представницима и њиховим функцијама требало је чекати до 1815. године, када су државе чланице Бечког конгреса након наполеонских ратова први пута вишестраним (мултилатералним) споразумом утврдиле поједина битна питања.